# Elbasan Arena
L'Elbasan Arena, anciennement connu sous le nom Ruzhdi Bizhuta, est un stade multi-usage situé à Elbasan en Albanie. 
Le stade est achevé en 1967 et appartient au KS Elbasani qui y joue ses matchs à domicile. Le stade est rénové en 2004 puis de nouveau en 2014. Il est régulièrement utilisé par l'équipe nationale d'Albanie. 
Avec une capacité totale de 15.000 places, il est le 3e plus grand stade d'Albanie, après le stade Qemal-Stafa de Tirana, et le stade Loro-Boriçi à Shkodër.

## Histoire
Le stade est construit dans les années 1960 et inauguré en 1967, tandis que le KS Elbasani, alors nommé KF Labinoti Elbasan, évolue en Superliga albanaise.
Après une première rénovation en 2004, il est annoncé en janvier 2014 que le Bizhuta Stadium Ruzhdi accueillera les matchs à domicile de l'équipe nationale albanaise, alors que l'habituel stade du Qemal-Stafa doit être démoli puis reconstruit. Le Ruzhdi Bizhuta accueillera les matchs à domicile de l'Albanie pour la phase de qualification de l'UEFA Euro 2016, mais après une rénovation du stade existant. Les coûts de rénovation sont estimés à plus de trois millions d'euros, dont deux millions payés par la fédération albanaise de football et un million d'euros payés par le gouvernement albanais. Le Premier ministre Edi Rama visite le stade le 28 janvier 2014 et confirme que le Bizhuta Stadium Ruzhdi remplace temporairement le Qemal Stafa comme terrain de l'équipe nationale.
La rénovation du stade débute en février 2014. Les vestiaires pour les joueurs et les officiels de match sont reconstruits, une salle de conférence est construite, l'entrée des véhicules d'urgence au sol est facilité et une nouveau salon exécutif est créé, avec 400 sièges. L'éclairage du stade est remplacé par de nouveaux projecteurs, et de nouveaux tableaux de bord électroniques sont installés, ainsi que des tourniquets avec billets électroniques. Le terrain est complètement ré-engazonné et des places supplémentaires sont installés. La rénovation du stade est achevée en octobre 2014. Le nouveau stade est inauguré seulement 8 mois après le début des travaux. Le coût total des travaux à la fin de la rénovation est supérieur à la prévision initiale, il atteint plus de cinq millions et demi.